# أرمي مين: حرب سارج
رجال الجيش: حرب سارج هي لعبة فيديو من نوع إطلاق النار من منظور الشخص الثالث تم تطويرها بواسطة شركة تاكتيكال ديفلوبمنت ونشرتها شركة جلوبال ستار سوفتوير لأنظمة مايكروسوفت ويندوز ، إكس بوكس ، بلاي ستيشن 2 وغيم كيوب. بدأ تطوير اللعبة في البداية بواسطة منشئ السلسلة ذا ثري دي أو ولكن لاحقا أعلنت إفلاسها وتم شراؤها وإكمالها بواسطة جلوبال ستار سوفتوير .  حرب سارج هي الجزء الثالث في سلسلة Sarge's Heroes حيث كان من المقرر ان تكون جزء فرعي. اللعبة أكثر نضجًا وأكثر عمقًا من الألعاب السابقة في السلسلة. لا يقوم سارج بأي حركات كوميدية، ويتم إحداث ثقوب في الجنود عند اطلاق النار، والأسلحة مصنوعة من المعدن.

## الحبكة
تبدأ اللعبة بهجوم على جرين تاون بواسطة جيش تان وسارج يقاتل من اجل انقاذ المدينة. بعد المعركة، أبلغ العقيد جريم سارج أن الجنرال بلاسترو وجيش تان قد استسلموا وأنه سيكون هناك حفل سلام في وقت لاحق من تلك الليلة، لكن فرقة تان "الانتقام" بقيادة اللورد ماليس قد سرقت بعضًا من القوات ويمكنها الآن بناء جيش. تتمثل مهمة سارج في العثور على ماليس والقبض عليه، وتحديد موقع فرقة الاستطلاع المفقودة التي لم تعد من مهمتها. 
يصل سارج إلى المنطقة ( الشاطئ ) ويشق طريقه إلى بوابة تان. وهناك يكتشف خططًا تشير إلى أن "ماليس" يخطط لتفجير قنبلة في حفل السلام. يتواصل ماليس مع سارج عبر الراديو الخاص به ليكشف عن مكان القنبلة المخفية، التي تقع في تمثال السلام. سارج يندفع عبر البوابة لإيقاف الحفل، لكنه فات الأوان - مع انفجار القنبلة، تم تدمير جرينتاون وقٌتل بلاسترو والعقيد جريم وابطال سارج، وحبيبة سارج فيكي، بالاضافة الي الجيوش الخضر وتان. اصبح سارج غاضبًا ومكسورًا من وفاة فرقته، لينطلق سارج لقتل ماليس والانتقام للأبطال.
يشق طريقه عبر بقايا جرين تاون إلى بوابة تان أخرى. عند المضي قدمًا عبر البوابة، وجد نفسه في قاعدة ماليس المدفعية. دمر سارج كل المدفعية واكتشف بئرًا بلاستيكيًا يستخدمه ماليس لبناء جيشه. سارج دمر المنجم ويجعله عديم الفائدة. ثم يسافر عبر الصحراء إلى قلعة ماليس. يستخدم ماليس القلعة كمركز اتصالات بينه وبين قواته الجوية والبرية، بالإضافة إلى سجن لبعض كبار قادة ورجال الجيش الأخضر. سارج أخترق دفاعات القلعة وحرر السجناء ودمر برج الاتصالات. يكتشف سارج ممرًا من القلعة إلى المطبخ (في العالم الحقيقي)، ويعود بالذاكرة إلى أحدى المعارك السابقة الذي كانت تقع في مطبخ مماثل، في فرقة بقيادة "الرائد جودينج". أثناء مهمة التسلل، تعرض جودنج وفريقه لكمين من قبل قوات تان. أثناء الكمين، استدعى سارج غارة جوية ووجد ذراع جودينج بالقرب من الحوض، مما دفعه إلى استنتاج أن جودينج قد مات (لم يكن سارج على علم بإن جودينج في الحوض يحاول طلب المساعدة). عندما يذهب سارج بالمروحية، ينتهي الفلاش باك، ويتحرك سارج للأمام.
في نهاية اللعبة، يصل سارج أخيرًا إلى مقر اللورد ماليس، حيث يقاتل ماليس بنفسه. بعد هزيمة ماليس وإصابته بجروح قاتلة، سأله سارج عن سبب قتل الجيشين الاخضر والتان في جرين تاون اثناء حفل السلام. ماليس يوبخ السارج لعدم تذكره. يزيل سارج قناع وجه ماليس ويكتشف أنه كان في الواقع الرائد جودينج، الذي تُرك ليموت من قبل سارج عن طريق الخطأ طوال تلك السنوات الماضية. يخبر ماليس سارج أنه بعد إقلاع المروحية، عثر عليه تان في النهاية وقاموا بتغييره إلى اللورد ماليس الذي هو عليه الآن. قبل ان يموت، يكشف ماليس لسارج أنه منذ ذلك اليوم كان يحلم بجعله يعاني بالطريقة التي عانى منها. في نهاية المشهد الختامي، شوهد سارج وهو يخرج من المكان قائلاً إن الحرب لا معنى لها في النهاية.
تكشف المشاهد الختامية عن أنابيب تخزين منقوش عليها أسماء أبطال فرقة سارج المتوفين، الذين قٌتلوا في هجوم حفل السلام في جرين تاون، وهذا يشير إلى أن أعضاء فريق سارج الذين قتلوا على يد ماليس كانوا نسخ غير حقيقية، وأن الأفراد الحقيقيين ما زالوا على قيد الحياة في مكان ما في العالم البلاستيكي الواسع.

## استقبال
تم تصنيف اللعبة على أنها متوسطة أو أقل من المتوسط. تضمنت اللعبة ايضًا تحسينات عن الألعاب السابقة في السلسلة مثل القدرة على تفجير أطراف العدو. قالت معظم المراجعات أيضًا أن المظهر المظلم كان لطيفًا ومختلفًا عن الكوميديا او الالوان الساطعة الموجودة في الاجزاء السابقة. تضمنت العيوب الرسومات دون المستوى آنذاك وتكرار المراحل وضعف الذكاء الاصطناعي للعدو. 